# Rhinolaemus maculatus
Rhinolaemus maculatus is een keversoort uit de familie dwergschorskevers (Laemophloeidae). De wetenschappelijke naam van de soort werd in 1954 gepubliceerd door Steel.